# (66,26,10)-Blockplan
Der (66,26,10)-Blockplan ist ein spezieller symmetrischer Blockplan. Um ihn konstruieren zu können, musste dieses kombinatorische Problem gelöst werden: eine leere 66 × 66 - Matrix wurde so mit Einsen gefüllt, dass jede Zeile der Matrix genau 26 Einsen enthält und je zwei beliebige Zeilen genau 10 Einsen in der gleichen Spalte besitzen (nicht mehr und nicht weniger). Das klingt relativ einfach, ist aber nicht trivial zu lösen. Es gibt nur gewisse Kombinationen von Parametern (wie hier v = 66, k = 26, λ = 10), für die eine solche Konstruktion überhaupt machbar ist. In dieser Übersicht sind die kleinsten solcher (v,k,λ) aufgeführt.

## Eigenschaften
Dieser symmetrische Blockplan hat die Parameter v = 66, k = 26, λ = 10 und damit folgende Eigenschaften:
- Er besteht aus 66 Blöcken und 66 Punkten.
- Jeder Block enthält genau 26 Punkte.
- Je 2 Blöcke schneiden sich in genau 10 Punkten.
- Jeder Punkt liegt auf genau 26 Blöcken.
- Je 2 Punkte sind durch genau 10 Blöcke verbunden.

## Existenz und Charakterisierung
Es existieren mindestens 588 nichtisomorphe 2-(66,26,10) - Blockpläne. Drei dieser Lösungen sind: 
- Lösung 1 mit der Signatur 55·65, 11·75. Sie enthält 110 Ovale der Ordnung 3.
- Lösung 2 (dual zur Lösung 3) mit der Signatur 25·3, 5·5, 25·6, 10·10, 1·100. Sie enthält 85 Ovale der Ordnung 3.
- Lösung 3 (dual zur Lösung 2) mit der Signatur 5·5, 25·9, 5·10, 25·15, 6·25. Sie enthält 60 Ovale der Ordnung 3.

## Liste der Blöcke
Hier sind alle Blöcke dieses Blockplans aufgelistet; zum Verständnis dieser Liste siehe diese Veranschaulichung
- Lösung 1

```
  1  22  23  24  25  26  32  33  34  35  36  42  43  44  45  46  47  48  49  50  51  62  63  64  65  66
  2  27  28  29  30  31  32  33  34  35  36  37  38  39  40  41  47  48  49  50  51  57  58  59  60  61
  3  12  13  14  15  16  27  28  29  30  31  47  48  49  50  51  52  53  54  55  56  62  63  64  65  66
  4  12  13  14  15  16  17  18  19  20  21  42  43  44  45  46  47  48  49  50  51  57  58  59  60  61
  5  17  18  19  20  21  22  23  24  25  26  37  38  39  40  41  47  48  49  50  51  52  53  54  55  56
  6  17  18  19  20  21  27  28  29  30  31  37  38  39  40  41  42  43  44  45  46  62  63  64  65  66
  7  12  13  14  15  16  22  23  24  25  26  37  38  39  40  41  57  58  59  60  61  62  63  64  65  66
  8  17  18  19  20  21  32  33  34  35  36  52  53  54  55  56  57  58  59  60  61  62  63  64  65  66
  9  22  23  24  25  26  27  28  29  30  31  42  43  44  45  46  52  53  54  55  56  57  58  59  60  61
 10  12  13  14  15  16  32  33  34  35  36  37  38  39  40  41  42  43  44  45  46  52  53  54  55  56
 11  12  13  14  15  16  17  18  19  20  21  22  23  24  25  26  27  28  29  30  31  32  33  34  35  36
  3   4   7  10  11  12  19  20  24  25  28  31  33  36  39  40  43  46  49  50  54  55  58  61  63  66
  3   4   7  10  11  13  20  21  25  26  27  29  32  34  40  41  42  44  50  51  55  56  57  59  62  64
  3   4   7  10  11  14  17  21  22  26  28  30  33  35  37  41  43  45  47  51  52  56  58  60  63  65
  3   4   7  10  11  15  17  18  22  23  29  31  34  36  37  38  44  46  47  48  52  53  59  61  64  66
  3   4   7  10  11  16  18  19  23  24  27  30  32  35  38  39  42  45  48  49  53  54  57  60  62  65
  4   5   6   8  11  13  16  17  24  25  29  30  33  36  38  41  44  45  48  51  54  55  59  60  63  66
  4   5   6   8  11  12  14  18  25  26  30  31  32  34  37  39  45  46  47  49  55  56  60  61  62  64
  4   5   6   8  11  13  15  19  22  26  27  31  33  35  38  40  42  46  48  50  52  56  57  61  63  65
  4   5   6   8  11  14  16  20  22  23  27  28  34  36  39  41  42  43  49  51  52  53  57  58  64  66
  4   5   6   8  11  12  15  21  23  24  28  29  32  35  37  40  43  44  47  50  53  54  58  59  62  65
  1   5   7   9  11  13  16  18  21  22  29  30  34  35  39  40  43  46  49  50  53  56  59  60  63  66
  1   5   7   9  11  12  14  17  19  23  30  31  35  36  40  41  42  44  50  51  52  54  60  61  62  64
  1   5   7   9  11  13  15  18  20  24  27  31  32  36  37  41  43  45  47  51  53  55  57  61  63  65
  1   5   7   9  11  14  16  19  21  25  27  28  32  33  37  38  44  46  47  48  54  56  57  58  64  66
  1   5   7   9  11  12  15  17  20  26  28  29  33  34  38  39  42  45  48  49  52  55  58  59  62  65
  2   3   6   9  11  14  15  18  21  23  26  27  34  35  39  40  44  45  48  51  54  55  58  61  63  66
  2   3   6   9  11  15  16  17  19  22  24  28  35  36  40  41  45  46  47  49  55  56  57  59  62  64
  2   3   6   9  11  12  16  18  20  23  25  29  32  36  37  41  42  46  48  50  52  56  58  60  63  65
  2   3   6   9  11  12  13  19  21  24  26  30  32  33  37  38  42  43  49  51  52  53  59  61  64  66
  2   3   6   9  11  13  14  17  20  22  25  31  33  34  38  39  43  44  47  50  53  54  57  60  62  65
  1   2   8  10  11  14  15  19  20  23  26  28  31  32  38  41  44  45  49  50  53  56  59  60  63  66
  1   2   8  10  11  15  16  20  21  22  24  27  29  33  37  39  45  46  50  51  52  54  60  61  62  64
  1   2   8  10  11  12  16  17  21  23  25  28  30  34  38  40  42  46  47  51  53  55  57  61  63  65
  1   2   8  10  11  12  13  17  18  24  26  29  31  35  39  41  42  43  47  48  54  56  57  58  64  66
  1   2   8  10  11  13  14  18  19  22  25  27  30  36  37  40  43  44  48  49  52  55  58  59  62  65
  2   5   6   7  10  13  16  19  20  23  26  28  31  34  35  37  43  46  48  51  54  55  59  60  64  65
  2   5   6   7  10  12  14  20  21  22  24  27  29  35  36  38  42  44  47  49  55  56  60  61  65  66
  2   5   6   7  10  13  15  17  21  23  25  28  30  32  36  39  43  45  48  50  52  56  57  61  62  66
  2   5   6   7  10  14  16  17  18  24  26  29  31  32  33  40  44  46  49  51  52  53  57  58  62  63
  2   5   6   7  10  12  15  18  19  22  25  27  30  33  34  41  42  45  47  50  53  54  58  59  63  64
  1   4   6   9  10  14  15  18  21  24  25  28  31  33  36  39  40  42  48  51  53  56  59  60  64  65
  1   4   6   9  10  15  16  17  19  25  26  27  29  32  34  40  41  43  47  49  52  54  60  61  65  66
  1   4   6   9  10  12  16  18  20  22  26  28  30  33  35  37  41  44  48  50  53  55  57  61  62  66
  1   4   6   9  10  12  13  19  21  22  23  29  31  34  36  37  38  45  49  51  54  56  57  58  62  63
  1   4   6   9  10  13  14  17  20  23  24  27  30  32  35  38  39  46  47  50  52  55  58  59  63  64
  1   2   3   4   5  13  16  19  20  23  26  29  30  33  36  39  40  44  45  47  53  56  58  61  64  65
  1   2   3   4   5  12  14  20  21  22  24  30  31  32  34  40  41  45  46  48  52  54  57  59  65  66
  1   2   3   4   5  13  15  17  21  23  25  27  31  33  35  37  41  42  46  49  53  55  58  60  62  66
  1   2   3   4   5  14  16  17  18  24  26  27  28  34  36  37  38  42  43  50  54  56  59  61  62  63
  1   2   3   4   5  12  15  18  19  22  25  28  29  32  35  38  39  43  44  51  52  55  57  60  63  64
  3   5   8   9  10  13  16  18  21  24  25  28  31  34  35  38  41  44  45  49  50  52  58  61  64  65
  3   5   8   9  10  12  14  17  19  25  26  27  29  35  36  37  39  45  46  50  51  53  57  59  65  66
  3   5   8   9  10  13  15  18  20  22  26  28  30  32  36  38  40  42  46  47  51  54  58  60  62  66
  3   5   8   9  10  14  16  19  21  22  23  29  31  32  33  39  41  42  43  47  48  55  59  61  62  63
  3   5   8   9  10  12  15  17  20  23  24  27  30  33  34  37  40  43  44  48  49  56  57  60  63  64
  2   4   7   8   9  14  15  18  21  23  26  29  30  33  36  38  41  43  46  49  50  54  55  57  64  65
  2   4   7   8   9  15  16  17  19  22  24  30  31  32  34  37  39  42  44  50  51  55  56  58  65  66
  2   4   7   8   9  12  16  18  20  23  25  27  31  33  35  38  40  43  45  47  51  52  56  59  62  66
  2   4   7   8   9  12  13  19  21  24  26  27  28  34  36  39  41  44  46  47  48  52  53  60  62  63
  2   4   7   8   9  13  14  17  20  22  25  28  29  32  35  37  40  42  45  48  49  53  54  61  63  64
  1   3   6   7   8  14  15  19  20  24  25  29  30  34  35  38  41  43  46  48  51  53  56  58  61  62
  1   3   6   7   8  15  16  20  21  25  26  30  31  35  36  37  39  42  44  47  49  52  54  57  59  63
  1   3   6   7   8  12  16  17  21  22  26  27  31  32  36  38  40  43  45  48  50  53  55  58  60  64
  1   3   6   7   8  12  13  17  18  22  23  27  28  32  33  39  41  44  46  49  51  54  56  59  61  65
  1   3   6   7   8  13  14  18  19  23  24  28  29  33  34  37  40  42  45  47  50  52  55  57  60  66
```

- Lösung 2

```
  1  22  23  24  25  26  32  33  34  35  36  42  43  44  45  46  47  48  49  50  51  62  63  64  65  66
  2  27  28  29  30  31  32  33  34  35  36  37  38  39  40  41  47  48  49  50  51  57  58  59  60  61
  3  12  13  14  15  16  27  28  29  30  31  47  48  49  50  51  52  53  54  55  56  62  63  64  65  66
  4  12  13  14  15  16  17  18  19  20  21  42  43  44  45  46  47  48  49  50  51  57  58  59  60  61
  5  17  18  19  20  21  22  23  24  25  26  37  38  39  40  41  47  48  49  50  51  52  53  54  55  56
  6  17  18  19  20  21  27  28  29  30  31  37  38  39  40  41  42  43  44  45  46  62  63  64  65  66
  7  12  13  14  15  16  22  23  24  25  26  37  38  39  40  41  57  58  59  60  61  62  63  64  65  66
  8  17  18  19  20  21  32  33  34  35  36  52  53  54  55  56  57  58  59  60  61  62  63  64  65  66
  9  22  23  24  25  26  27  28  29  30  31  42  43  44  45  46  52  53  54  55  56  57  58  59  60  61
 10  12  13  14  15  16  32  33  34  35  36  37  38  39  40  41  42  43  44  45  46  52  53  54  55  56
 11  12  13  14  15  16  17  18  19  20  21  22  23  24  25  26  27  28  29  30  31  32  33  34  35  36
  3   4   7  10  11  12  18  20  24  26  29  31  33  35  37  38  44  45  49  50  52  53  58  59  63  66
  3   4   7  10  11  13  19  21  22  25  27  30  34  36  38  39  45  46  50  51  53  54  59  60  62  64
  3   4   7  10  11  14  17  20  23  26  28  31  32  35  39  40  42  46  47  51  54  55  60  61  63  65
  3   4   7  10  11  15  18  21  22  24  27  29  33  36  40  41  42  43  47  48  55  56  57  61  64  66
  3   4   7  10  11  16  17  19  23  25  28  30  32  34  37  41  43  44  48  49  52  56  57  58  62  65
  4   5   6   8  11  13  15  17  23  25  29  31  34  36  38  39  42  43  49  50  54  55  57  58  63  66
  4   5   6   8  11  14  16  18  24  26  27  30  32  35  39  40  43  44  50  51  55  56  58  59  62  64
  4   5   6   8  11  12  15  19  22  25  28  31  33  36  40  41  44  45  47  51  52  56  59  60  63  65
  4   5   6   8  11  13  16  20  23  26  27  29  32  34  37  41  45  46  47  48  52  53  60  61  64  66
  4   5   6   8  11  12  14  21  22  24  28  30  33  35  37  38  42  46  48  49  53  54  57  61  62  65
  1   5   7   9  11  14  16  18  20  22  28  30  34  36  37  38  43  44  47  48  54  55  59  60  63  66
  1   5   7   9  11  12  15  19  21  23  29  31  32  35  38  39  44  45  48  49  55  56  60  61  62  64
  1   5   7   9  11  13  16  17  20  24  27  30  33  36  39  40  45  46  49  50  52  56  57  61  63  65
  1   5   7   9  11  12  14  18  21  25  28  31  32  34  40  41  42  46  50  51  52  53  57  58  64  66
  1   5   7   9  11  13  15  17  19  26  27  29  33  35  37  41  42  43  47  51  53  54  58  59  62  65
  2   3   6   9  11  14  16  19  21  23  25  27  33  35  39  40  42  43  48  49  52  53  59  60  63  66
  2   3   6   9  11  12  15  17  20  24  26  28  34  36  40  41  43  44  49  50  53  54  60  61  62  64
  2   3   6   9  11  13  16  18  21  22  25  29  32  35  37  41  44  45  50  51  54  55  57  61  63  65
  2   3   6   9  11  12  14  17  19  23  26  30  33  36  37  38  45  46  47  51  55  56  57  58  64  66
  2   3   6   9  11  13  15  18  20  22  24  31  32  34  38  39  42  46  47  48  52  56  58  59  62  65
  1   2   8  10  11  13  15  19  21  24  26  28  30  32  39  40  44  45  47  48  53  54  57  58  63  66
  1   2   8  10  11  14  16  17  20  22  25  29  31  33  40  41  45  46  48  49  54  55  58  59  62  64
  1   2   8  10  11  12  15  18  21  23  26  27  30  34  37  41  42  46  49  50  55  56  59  60  63  65
  1   2   8  10  11  13  16  17  19  22  24  28  31  35  37  38  42  43  50  51  52  56  60  61  64  66
  1   2   8  10  11  12  14  18  20  23  25  27  29  36  38  39  43  44  47  51  52  53  57  61  62  65
  2   5   6   7  10  14  15  17  19  24  25  27  31  32  36  37  44  46  48  50  53  55  59  61  65  66
  2   5   6   7  10  15  16  18  20  25  26  27  28  32  33  38  42  45  49  51  54  56  57  60  62  66
  2   5   6   7  10  12  16  19  21  22  26  28  29  33  34  39  43  46  47  50  52  55  58  61  62  63
  2   5   6   7  10  12  13  17  20  22  23  29  30  34  35  40  42  44  48  51  53  56  57  59  63  64
  2   5   6   7  10  13  14  18  21  23  24  30  31  35  36  41  43  45  47  49  52  54  58  60  64  65
  1   4   6   9  10  12  16  19  20  22  24  29  30  32  36  39  41  42  49  51  53  55  58  60  65  66
  1   4   6   9  10  12  13  20  21  23  25  30  31  32  33  37  40  43  47  50  54  56  59  61  62  66
  1   4   6   9  10  13  14  17  21  24  26  27  31  33  34  38  41  44  48  51  52  55  57  60  62  63
  1   4   6   9  10  14  15  17  18  22  25  27  28  34  35  37  39  45  47  49  53  56  58  61  63  64
  1   4   6   9  10  15  16  18  19  23  26  28  29  35  36  38  40  46  48  50  52  54  57  59  64  65
  1   2   3   4   5  12  16  17  21  24  25  27  29  34  35  38  40  44  46  47  54  56  58  60  65  66
  1   2   3   4   5  12  13  17  18  25  26  28  30  35  36  39  41  42  45  48  52  55  59  61  62  66
  1   2   3   4   5  13  14  18  19  22  26  29  31  32  36  37  40  43  46  49  53  56  57  60  62  63
  1   2   3   4   5  14  15  19  20  22  23  27  30  32  33  38  41  42  44  50  52  54  58  61  63  64
  1   2   3   4   5  15  16  20  21  23  24  28  31  33  34  37  39  43  45  51  53  55  57  59  64  65
  3   5   8   9  10  14  15  17  21  22  26  29  30  32  34  38  40  43  45  49  51  52  59  61  65  66
  3   5   8   9  10  15  16  17  18  22  23  30  31  33  35  39  41  44  46  47  50  53  57  60  62  66
  3   5   8   9  10  12  16  18  19  23  24  27  31  34  36  37  40  42  45  48  51  54  58  61  62  63
  3   5   8   9  10  12  13  19  20  24  25  27  28  32  35  38  41  43  46  47  49  55  57  59  63  64
  3   5   8   9  10  13  14  20  21  25  26  28  29  33  36  37  39  42  44  48  50  56  58  60  64  65
  2   4   7   8   9  12  14  19  20  22  26  27  31  34  35  39  41  43  45  48  50  54  56  57  65  66
  2   4   7   8   9  13  15  20  21  22  23  27  28  35  36  37  40  44  46  49  51  52  55  58  62  66
  2   4   7   8   9  14  16  17  21  23  24  28  29  32  36  38  41  42  45  47  50  53  56  59  62  63
  2   4   7   8   9  12  15  17  18  24  25  29  30  32  33  37  39  43  46  48  51  52  54  60  63  64
  2   4   7   8   9  13  16  18  19  25  26  30  31  33  34  38  40  42  44  47  49  53  55  61  64  65
  1   3   6   7   8  14  15  19  20  24  25  29  30  34  35  37  40  42  45  47  50  52  55  57  60  62
  1   3   6   7   8  15  16  20  21  25  26  30  31  35  36  38  41  43  46  48  51  53  56  58  61  63
  1   3   6   7   8  12  16  17  21  22  26  27  31  32  36  37  39  42  44  47  49  52  54  57  59  64
  1   3   6   7   8  12  13  17  18  22  23  27  28  32  33  38  40  43  45  48  50  53  55  58  60  65
  1   3   6   7   8  13  14  18  19  23  24  28  29  33  34  39  41  44  46  49  51  54  56  59  61  66
```

- Lösung 3

```
  1  22  23  24  25  26  32  33  34  35  36  42  43  44  45  46  47  48  49  50  51  62  63  64  65  66
  2  27  28  29  30  31  32  33  34  35  36  37  38  39  40  41  47  48  49  50  51  57  58  59  60  61
  3  12  13  14  15  16  27  28  29  30  31  47  48  49  50  51  52  53  54  55  56  62  63  64  65  66
  4  12  13  14  15  16  17  18  19  20  21  42  43  44  45  46  47  48  49  50  51  57  58  59  60  61
  5  17  18  19  20  21  22  23  24  25  26  37  38  39  40  41  47  48  49  50  51  52  53  54  55  56
  6  17  18  19  20  21  27  28  29  30  31  37  38  39  40  41  42  43  44  45  46  62  63  64  65  66
  7  12  13  14  15  16  22  23  24  25  26  37  38  39  40  41  57  58  59  60  61  62  63  64  65  66
  8  17  18  19  20  21  32  33  34  35  36  52  53  54  55  56  57  58  59  60  61  62  63  64  65  66
  9  22  23  24  25  26  27  28  29  30  31  42  43  44  45  46  52  53  54  55  56  57  58  59  60  61
 10  12  13  14  15  16  32  33  34  35  36  37  38  39  40  41  42  43  44  45  46  52  53  54  55  56
 11  12  13  14  15  16  17  18  19  20  21  22  23  24  25  26  27  28  29  30  31  32  33  34  35  36
  3   4   7  10  11  12  19  21  23  25  28  30  34  36  39  40  42  43  47  48  54  55  57  60  64  65
  3   4   7  10  11  13  17  20  24  26  29  31  32  35  40  41  43  44  48  49  55  56  58  61  65  66
  3   4   7  10  11  14  18  21  22  25  27  30  33  36  37  41  44  45  49  50  52  56  57  59  62  66
  3   4   7  10  11  15  17  19  23  26  28  31  32  34  37  38  45  46  50  51  52  53  58  60  62  63
  3   4   7  10  11  16  18  20  22  24  27  29  33  35  38  39  42  46  47  51  53  54  59  61  63  64
  4   5   6   8  11  14  16  17  24  26  28  30  33  35  37  40  44  45  47  48  52  53  59  60  64  65
  4   5   6   8  11  12  15  18  22  25  29  31  34  36  38  41  45  46  48  49  53  54  60  61  65  66
  4   5   6   8  11  13  16  19  23  26  27  30  32  35  37  39  42  46  49  50  54  55  57  61  62  66
  4   5   6   8  11  12  14  20  22  24  28  31  33  36  38  40  42  43  50  51  55  56  57  58  62  63
  4   5   6   8  11  13  15  21  23  25  27  29  32  34  39  41  43  44  47  51  52  56  58  59  63  64
  1   5   7   9  11  13  15  19  21  22  29  31  33  35  39  40  42  45  49  50  52  53  57  58  64  65
  1   5   7   9  11  14  16  17  20  23  27  30  34  36  40  41  43  46  50  51  53  54  58  59  65  66
  1   5   7   9  11  12  15  18  21  24  28  31  32  35  37  41  42  44  47  51  54  55  59  60  62  66
  1   5   7   9  11  13  16  17  19  25  27  29  33  36  37  38  43  45  47  48  55  56  60  61  62  63
  1   5   7   9  11  12  14  18  20  26  28  30  32  34  38  39  44  46  48  49  52  56  57  61  63  64
  2   3   6   9  11  13  15  18  20  24  26  27  34  36  37  38  44  45  47  50  54  55  57  58  64  65
  2   3   6   9  11  14  16  19  21  22  25  28  32  35  38  39  45  46  48  51  55  56  58  59  65  66
  2   3   6   9  11  12  15  17  20  23  26  29  33  36  39  40  42  46  47  49  52  56  59  60  62  66
  2   3   6   9  11  13  16  18  21  22  24  30  32  34  40  41  42  43  48  50  52  53  60  61  62  63
  2   3   6   9  11  12  14  17  19  23  25  31  33  35  37  41  43  44  49  51  53  54  57  61  63  64
  1   2   8  10  11  14  16  18  20  23  25  29  31  32  37  38  42  43  49  50  52  55  59  60  64  65
  1   2   8  10  11  12  15  19  21  24  26  27  30  33  38  39  43  44  50  51  53  56  60  61  65  66
  1   2   8  10  11  13  16  17  20  22  25  28  31  34  39  40  44  45  47  51  52  54  57  61  62  66
  1   2   8  10  11  12  14  18  21  23  26  27  29  35  40  41  45  46  47  48  53  55  57  58  62  63
  1   2   8  10  11  13  15  17  19  22  24  28  30  36  37  41  42  46  48  49  54  56  58  59  63  64
  2   5   6   7  10  12  16  20  21  22  26  29  30  34  35  37  43  45  49  51  54  56  58  60  62  64
  2   5   6   7  10  12  13  17  21  22  23  30  31  35  36  38  44  46  47  50  52  55  59  61  63  65
  2   5   6   7  10  13  14  17  18  23  24  27  31  32  36  39  42  45  48  51  53  56  57  60  64  66
  2   5   6   7  10  14  15  18  19  24  25  27  28  32  33  40  43  46  47  49  52  54  58  61  62  65
  2   5   6   7  10  15  16  19  20  25  26  28  29  33  34  41  42  44  48  50  53  55  57  59  63  66
  1   4   6   9  10  14  15  17  21  25  26  27  31  34  35  38  40  42  48  50  54  56  59  61  62  64
  1   4   6   9  10  15  16  17  18  22  26  27  28  35  36  39  41  43  49  51  52  55  57  60  63  65
  1   4   6   9  10  12  16  18  19  22  23  28  29  32  36  37  40  44  47  50  53  56  58  61  64  66
  1   4   6   9  10  12  13  19  20  23  24  29  30  32  33  38  41  45  48  51  52  54  57  59  62  65
  1   4   6   9  10  13  14  20  21  24  25  30  31  33  34  37  39  46  47  49  53  55  58  60  63  66
  1   2   3   4   5  14  15  19  20  22  26  30  31  32  36  39  41  43  45  47  53  55  59  61  62  64
  1   2   3   4   5  15  16  20  21  22  23  27  31  32  33  37  40  44  46  48  54  56  57  60  63  65
  1   2   3   4   5  12  16  17  21  23  24  27  28  33  34  38  41  42  45  49  52  55  58  61  64  66
  1   2   3   4   5  12  13  17  18  24  25  28  29  34  35  37  39  43  46  50  53  56  57  59  62  65
  1   2   3   4   5  13  14  18  19  25  26  29  30  35  36  38  40  42  44  51  52  54  58  60  63  66
  3   5   8   9  10  12  16  19  20  24  25  27  31  35  36  39  41  44  46  48  50  52  58  60  62  64
  3   5   8   9  10  12  13  20  21  25  26  27  28  32  36  37  40  42  45  49  51  53  59  61  63  65
  3   5   8   9  10  13  14  17  21  22  26  28  29  32  33  38  41  43  46  47  50  54  57  60  64  66
  3   5   8   9  10  14  15  17  18  22  23  29  30  33  34  37  39  42  44  48  51  55  58  61  62  65
  3   5   8   9  10  15  16  18  19  23  24  30  31  34  35  38  40  43  45  47  49  56  57  59  63  66
  2   4   7   8   9  15  16  17  21  24  25  29  30  32  36  38  40  44  46  49  51  53  55  57  62  64
  2   4   7   8   9  12  16  17  18  25  26  30  31  32  33  39  41  42  45  47  50  54  56  58  63  65
  2   4   7   8   9  12  13  18  19  22  26  27  31  33  34  37  40  43  46  48  51  52  55  59  64  66
  2   4   7   8   9  13  14  19  20  22  23  27  28  34  35  38  41  42  44  47  49  53  56  60  62  65
  2   4   7   8   9  14  15  20  21  23  24  28  29  35  36  37  39  43  45  48  50  52  54  61  63  66
  1   3   6   7   8  13  16  18  21  23  26  28  31  33  36  38  39  43  44  48  49  53  54  58  59  62
  1   3   6   7   8  12  14  17  19  22  24  27  29  32  34  39  40  44  45  49  50  54  55  59  60  63
  1   3   6   7   8  13  15  18  20  23  25  28  30  33  35  40  41  45  46  50  51  55  56  60  61  64
  1   3   6   7   8  14  16  19  21  24  26  29  31  34  36  37  41  42  46  47  51  52  56  57  61  65
  1   3   6   7   8  12  15  17  20  22  25  27  30  32  35  37  38  42  43  47  48  52  53  57  58  66
```

## Oval
Ein Oval des Blockplans ist eine Menge seiner Punkte, von welcher keine drei auf einem Block liegen. Hier ist ein Beispiel eines Ovals maximaler Ordnung für jede Lösung dieses Blockplans:
- Lösung 1

```
  1   2   6
```

- Lösung 2

```
  1   2   6
```

- Lösung 3

```
  1   2   6
```